# Antoni Kątski

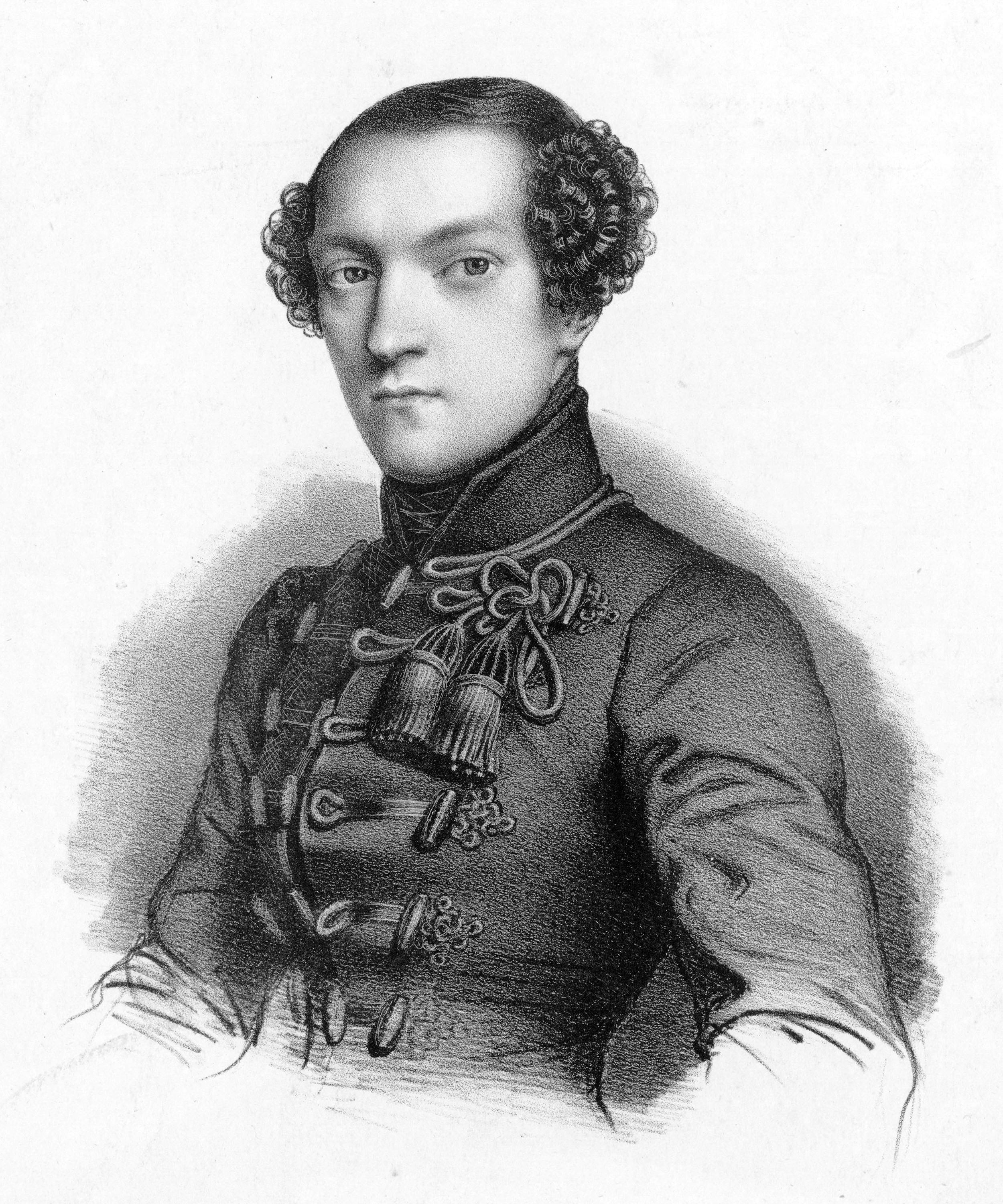
Antoni Kątski.

Antoni Kątski, även känd som Antoine de Kontski, född 27 oktober 1817 i Kraków, död 7 december 1899 i Iwanicze, var en polsk pianist. Han var bror till Apolinary Kątski.
Kątski utbildad hos John Field i Moskva och vid Wiens musikkonservatorium, skördade stort bifall för sitt spel under en mängd konsertresor, som förde honom till Paris, Spanien, Tyskland, Sankt Petersburg (1853–67), London, New York, Australien och Japan. Av hans salongskompositioner är Le reveil du lion mest känd. Han skrev en opera och en operett.